# On the Wire (album)
On the Wire je studijski album Leeja Scratcha Perryja. Izašao je 1988. godine pod etiketom Trojan Records. Reizdan je 2000. godine.

## Popis pjesama
1. Lee "Scratch" Perry on the Wire (glazba: Perry)
2. Exodus (glazba: Blue, Marley)
3. For Whom the Bell Tolls (glazba: Perry )
4. The Grim Reaper (glazba: Perry)
5. Yes My Friends (glazba: Perry)
6. Rock My Soul (glazba: Perry)
7. Seaside (Mystic Mirror) (glazba: Perry)
8. I Am the Upsetter (glazba: Perry)
9. Keep on Moving (glazba: Marley, Mayfield)
10. Burn Funky (glazba: Perry)